# Reimond Manco
Reimond Orángel Manco Albarracín (Lima, 23 agosto 1990) è un calciatore peruviano, attaccante dell'Ecosem Pasco.

## Carriera

### Club
Manco debutta nel campionato peruviano con la maglia della prima squadra dell'Alianza Lima il 7 aprile 2007. Grazie alle ottime prestazioni con il suo club e con la nazionale Under-17 peruviana viene osservato da molte grandi squadre europee e, nell'estate 2008, viene acquistato dagli olandesi del PSV.
Esordisce nel campionato olandese il 29 novembre 2008 entrando all'81º minuto nella sfida contro l'Heerenveen terminata 2-2. Data la giovane età non riesce a ritagliarsi un posto nell'undici titolare e per questo motivo, nel gennaio del 2009, viene ceduto in prestito al Willem II. Con la sua nuova squadra debutta da titolare il 13 gennaio 2009 nella partita persa per 2-0 contro l'Utrecht.
Il 24 dicembre 2009 viene mandato in prestito al Juan Aurich, trasferimento che viene poi reso definitivo il 16 luglio 2010, quando il giocatore firma un contratto fino al 2013 con il club peruviano. Il 6 gennaio 2011 Manco viene ceduto all'Atlante, club della Primera División de México, ma a marzo il contratto viene rescisso dal club messicano per ragioni disciplinari. Nell'agosto 2011 il giocatore è ritornato al Juan Aurich.

### Nazionale
Con la nazionale Under-17 peruviana partecipa al campionato sudamericano Under-17 segnando 2 reti. Manco e tutta la squadra, durante la competizione, si comportano molto bene riuscendo a raggiungere la qualificazione al Campionato mondiale di calcio Under-17 2007 disputati in Corea del Sud.
Manco segna una rete e, assieme a giocatori del calibro di Toni Kroos, Bojan Krkić e Macauley Chrisantus, viene considerato uno dei maggiori talenti emergenti a livello mondiale.